# Медайна (округ)
Округ Медайна (англ. Medina County) располагается в штате Огайо, США. Официально образован 18 февраля 1812 года как сателлит округа Портидж. 14 января 1818 года Медайна стала полностью самостоятельной.

## Этимология
Своё название округ получил от города Медина в Саудовской Аравии, считающегося родиной пророка Мухаммеда, основателя ислама.

## История
Изначально Медайна была частью территорий Канады, однако в 1763 году она была передана Соединённому Королевству Великобритании в составе Квебека. После Парижского мира 1783 года часть провинции была передана под контроль США. Земли, ставшие частью Северо-западной территории и Западного резервного района Коннектикута были выкуплены Коннектикутской компанией в 1795 году.
18-го февраля 1812 года Генеральной ассамблеей штата Огайо был создан округ Медайна. Сразу эта территориальная единица самостоятельности не обрела, и в административных и судебных целях временно стала сателлитом округа Портидж. Почти 6 лет спустя, 14-го января 1818 года Медайна приобрела всю полноту власти на своей территории. 26-го декабря 1822 года и 3-го марта 1840 года из территорий округа были образованы Лорейн и Саммит.
В 1852 году на территории Медайны была основана колония Шварценауских братьев, секты, возникшей в 1708 году в Шварценау, Германия.
Вплоть до начала Гражданской войны в США в 1861 году на территории округа действовала часть так называемой «Подземной железной дороги,» подпольная система убежищ, используемых чернокожими рабами и активистами аболиционистского движения для переброски первых в Канаду.

## География
По данным Бюро переписи США, общая площадь округа равняется 1 095,623 км2, из которых 1 091,323 км2 суша и 4,299 км2 — это водоемы.
По данным SRTM, минимальная высота округа — 194 метра, в то время как максимальная — 409 метров.

### Соседние округа
Медайна граничит с 5-ю округами:
- Кайахога (на северо-востоке)
- Саммит (на востоке)
- Уэйн (на юге)
- Ашленд (на юго-западе)
- Лорейн (на северо-западе)

## Демография
По данным переписи населения 2000 года в округе проживает 151 095 жителей в составе 54 542 домашних хозяйств и 42 215 семей. Плотность населения составляет 138,00 человек на км2. На территории округа насчитывается 56 793 жилых строений, при плотности застройки около 52,00-х строений на км2. Расовый состав населения: белые — 97,26 %, афроамериканцы — 0,88 %, коренные американцы (индейцы) — 0,15 %, азиаты — 0,64 %, гавайцы — 0,02 %, представители других рас — 0,25 %, представители двух или более рас — 0,80 %. Испаноязычные составляли 0,93 % населения независимо от расы.
В составе 37,70 % из общего числа домашних хозяйств проживают дети в возрасте до 18 лет, 66,50 % домашних хозяйств представляют собой супружеские пары проживающие вместе, 7,80 % домашних хозяйств представляют собой одиноких женщин без супруга, 22,60 % домашних хозяйств не имеют отношения к семьям, 18,90 % домашних хозяйств состоят из одного человека, 6,90 % домашних хозяйств состоят из престарелых (65 лет и старше), проживающих в одиночестве. Средний размер домашнего хозяйства составляет 2,74 человека, и средний размер семьи 3,15 человека.
Возрастной состав округа: 27,50 % моложе 18 лет, 7,00 % от 18 до 24, 30,60 % от 25 до 44, 24,40 % от 45 до 64 и 24,40 % от 65 и старше. Средний возраст жителя округа 37 лет. На каждые 100 женщин приходится 97,10 мужчин. На каждые 100 женщин старше 18 лет приходится 94,90 мужчин.
Средний доход на домохозяйство в округе составлял 55 811 USD, на семью — 62 489 USD. Среднестатистический заработок мужчины был 44 600 USD против 27 513 USD для женщины. Доход на душу населения составлял 24 251 USD. Около 3,50 % семей и 4,60 % общего населения находились ниже черты бедности, в том числе — 5,90 % молодежи (тех, кому ещё не исполнилось 18 лет) и 4,80 % тех, кому было уже больше 65 лет.

## Населённые пункты

### Города
- Медайна (окружной центр)
- Брансуик (крупнейший город)
- Уодсвуэт
- Ритмен

### Деревни
- Чиппева-Лейк
- Крестон
- Глория-Гленс-Парк
- Лодай
- Севилья
- Спенсер
- Уэстфилд-Сентер

### Тауншипы
- Брунсвик Хиллс
- Чатем
- Грейнджер
- Гуилфорд
- Гаррисвилл
- Хинкли
- Гомер
- Лафейетт
- Личфилд
- Ливерпул
- Медайна
- Монтвилл
- Шарон
- Спенсер
- Уодсуэрт
- Уэстфилд
- Йорк

### Статистически обособленные местности
- Вэлли-Сити

### Невключённые территории
- Аббевилл
- Бибтаун
- Беннетс-Корнерс
- Брайарвуд-Бич
- Чатем
- Коддингвилл
- Крофорд-Корнерс
- Эрхарт
- Френдсвилл
- Грейнджер
- Хинкли
- Хомервилл
- Лестер
- Личфилд
- Маллет-Крик
- Пони
- Ремсен-Корнерс
- Ривер-Стикс
- Шарон-Сентер
- Уэймут
- Уэстерн-Стар
- Виндфолл

## Инфраструктура

### Автодороги
- I-71
- I-76
- I-271

### Аэродромы
Округ обслуживается муниципальным аэропортом Медайны (код ФАА — 1G5), использующимся преимущественно  авиацией общего назначения. По состоянию на сентябрь 2021 года в нём базируются 46 ВС, 44 из которых — винтовые самолёты, 2 — вертолёты.

## Достопримечательности

### Фестиваль голубых кончиков в Уодсворте
Каждый год в третью неделю июня Уодсворт зажигается огнями. Городок, ранее известный своими коробками «Ohio Blue Tip Matches» начинает одноимённый фестиваль с зажигания шестиметровой спички с голубой головкой. На протяжении всего празднования она остаётся зажжённой, а торжественные парады и широкие гуляния превращают город в многокилометровый парк развлечений.

### Севильская гаражная распродажа
Каждую пятницу и субботу после Дня отца, горожане Севильи открывают свои гаражи и выставляют во дворах всё от антиквариата до выпечки. Продавцы из других поселений тоже арендуют места в пределах деревни, чтобы приобщиться к одной из самых больших в мире гаражных распродаж.

## Известные персоналии
- Мартин и Анна Бейтс, самая высокая семейная пара из известных, включённая в Книгу рекордов Гиннеса
- Джоби Хьюз, одна из авторов серии книг «Лориенская сага»
- Марк Хантер, вокалист Кливлендской грув-метал группы «Chimaira»
- Пит Радемахер, олимпийский чемпион и золотой медалист Мельбурнских летних Олимпийских игр
- Амос Рут, первопроходец в промышленном производстве ульев